# Caranavi
Caranavi es un municipio y una ciudad intermedia de Bolivia, capital de la provincia de Caranavi ubicado en el  departamento de La Paz. La ciudad se encuentra distante a 150 km de la ciudad de La Paz. 
Actualmente, Caranavi es el cuarto municipio más poblado del departamento de La Paz (después de El Alto, La Paz y Viacha). Según el último censo boliviano de 2012 realizado por el Instituto Nacional de Estadística de Bolivia (INE), el municipio de Caranavi cuenta con una población de 50.330 habitantes y su capital urbana (ciudad de Caranavi), cuenta con una población de 13.569 habitantes 
El municipio posee una extensión superficial de 1.553 km² y una densidad de población de 34,32 hab/km² (habitante por kilómetro cuadrado). Se ubica en el sector conocido como faja de Yungas de la Cordillera Oriental de los Andes y ha sido declarada la capital cafetalera de Bolivia. Caranavi se encuentra a una altitud de solo 600 metros sobre el nivel del mar y su clima es cálido-húmedo, con una temperatura que oscila entre los 20 y los 32 °C .

## Historia
La provincia de Caranavi fue creada por Decreto Ley N.º 1401 de 16 de diciembre de 1992, mediante un movimiento popular de unidad que paralizó el norte del departamento de La Paz. Este movimiento logró que un sector de la provincia de Nor Yungas, bautizada como la Capital de la Tercera Sección con capital Coroico, lograra ser reconocida como la Vigésima Provincia del departamento de La Paz y reconocida bajo el nombre de provincia de Caranavi con su capital Caranavi compuesta por 24 cantones y más de 50.000 habitantes. Posee una capacidad agrícola que la convierte en una de las provincias más productivas del departamento; llegando a ser denominada, por sus propios habitantes, como la Capital Cafetalera de Bolivia.
Hasta 2009, Caranavi fue el único municipio de la provincia homónima, año en el que municipio se dividió en el municipio de Caranavi y el municipio de Alto Beni.

## Geografía
Tiene una situación geográfica estratégica, debido a que es eje central de la región amazónica - Yungas. El municipio se encuentra en la parte sur de la provincia, en el centro-este en la región subandina del departamento de La Paz. Limita al norte con el municipio de Alto Beni, al noroeste con el municipio de Teoponte y al oeste con el municipio de Guanay, ambos de la provincia Larecaja, al oeste también con el municipio de La Paz de la provincia de Murillo, al sur con los municipios de Coroico y Coripata de la provincia de Nor Yungas, y al este con el municipio de La Asunta en la provincia de Sud Yungas.
Se encuentra en los valles subandinos, en el sector conocido como faja de Yungas alto de la cordillera de los Andes, con alturas que oscilan entre los 660 y los 1.450 m s. n. m. Los principales ríos del municipio son el Coroico, el Yara y el Choro.

## Demografía
De acuerdo con el censo boliviano de 2024, la población del municipio de Caranavi es de 59 034 habitantes.
Desde 1992, la población del municipio ha aumentado en un 55,3 % y los habitantes de la ciudad de Caranavi en un 92,6 %. En lo que se refiere a áreas urbanas, la ciudad de Caranavi es la quinta ciudad más poblada del departamento de La Paz (después de El Alto, La Paz, Viacha y Achocalla).
| Año  | Habitantes (municipio) | Habitantes (ciudad) | Fuente                  |
| ---- | ---------------------- | ------------------- | ----------------------- |
| 1976 | -                      | 3 633               | Censo boliviano de 1976 |
| 1992 | 34 310                 | 7 533               | Censo boliviano de 1992 |
| 2001 | 43 060                 | 12 083              | Censo boliviano de 2001 |
| 2012 | 50 330                 | 13 569              | Censo boliviano de 2012 |
| 2024 | 59.034                 |                     | Censo boliviano de 2024 |

## Administración
La responsabilidad de la administración del municipio recae sobre el Gobierno Autónomo Municipal de Caranavi, el cual está compuesto por un órgano ejecutivo que se encuentra presidido por el Alcalde o la Alcaldesa y un órgano legislativo representado en el Concejo Municipal, el cual tiene facultad deliberativa, fiscalizadora y legislativa municipal, dentro del ámbito de sus competencias.

### Alcaldes
| Alcaldes de Caranavi            | Situación               | Periodo como alcalde o Alcaldesa                | Partido Político |
| ------------------------------- | ----------------------- | ----------------------------------------------- | ---------------- |
| Flamarión Fiorilo Valencia      | Interino Transitorio    | 1 de febrero de 1997 - 27 de noviembre de 1998  | ADN              |
| Esteban Tola Mamani             | Interino Transitorio    | 1 de septiembre de 1999 - 1 de febrero de 2000  | MRTKL            |
| Felipe Kittelson Halleberg      | Electo Democráticamente | 6 de febrero de 2000 - 5 de noviembre de 2001   | MIR              |
| Alfredo Benito Huanca           | Interino transitorio    | 5 de noviembre de 2001 - 3 de diciembre de 2003 | MAS-IPSP         |
| David Quispe Balboa             | Electo Democráticamente | 1 de febrero de 2005 - 6 de septiembre de 2009  | MAS-IPSP         |
| Hugo Lima Molina (†)            | Interino Transitorio    | 6 de septiembre de 2009 - 31 de mayo de 2010    | MAS-IPSP         |
| Teodocio Quilca Acarapi         | Electo Democráticamente | 31 de mayo de 2010 - 31 de mayo de 2015         | MAS-IPSP         |
| Lidio Roberto Mamani Straus (†) | Electo Democráticamente | 31 de mayo de 2015 - 6 de febrero de 2018       | FPV              |
| Daniel Paucara Toledo           | Interino Transitorio    | 6 de febrero de 2018 - 29 de julio de 2020      | MAS-IPSP         |
| Richard Quispe Quispe           | Interino Transitorio    | 29 de julio de 2020 - 11 de agosto de 2020      | FPV              |
| Susana Lima Balboa              | Interino Transitorio    | 11 de agosto de 2020 - 3 de mayo de 2021        | ASP              |
| Eustaquio Huiza Tapia           | Electo Democraticamente | 3 de mayo de 2021 - Actualidad                  | MAS- IPSP        |

### Instituciones militares
El Ejército de Bolivia ha sentado presencia en el municipio de Caranavi al instalar una unidad militar dentro de su jurisdicción. El Batallón de Ingeniería II "Gral. Federico Román" (BATING-II) se encuentra asentado en este municipio. 
Así mismo, la Fuerza Aérea Boliviana (FAB) también se encuentra presente en el municipio de Caranavi a través del Grupo de Artillería y Defensa Antiaérea 97 "Manuel P Inchauste" (GADA-97).

## Economía
Durante las últimas décadas, el municipio de Caranavi se ha convertido en el mayor productor y exportador de café de toda Bolivia. Según el censo agropecuario boliviano de 2013, Caranavi produce anualmente unos 179 956 quintales de café y posee una superficie cultivada de alrededor de 13 380 hectáreas reservadas solamente para café. Esto ha hecho que en la actualidad se llegue a conocer a Caranavi como la "Capital Cafetalera de Bolivia".
Cabe mencionar que Caranavi junto a otros municipios paceños como Teoponte, Palos Blancos, La Asunta, Apolo, Alto Beni, Coroico e Irupana concentren el "90%" de todo el café producido en Bolivia.
Caranavi ha ingresado también a la producción de mandarina. El municipio produce anualmente 212 940 quintales de mandarina y posee una superficie cultivada de 3607 hectáreas. En tercer lugar se encuentra la coca con 1.171 hectáreas y Achiote con 1.060 hectáreas.
Caranavi también produce naranja, palta, plátano (banana) y plátano (postre).

## Fauna y flora

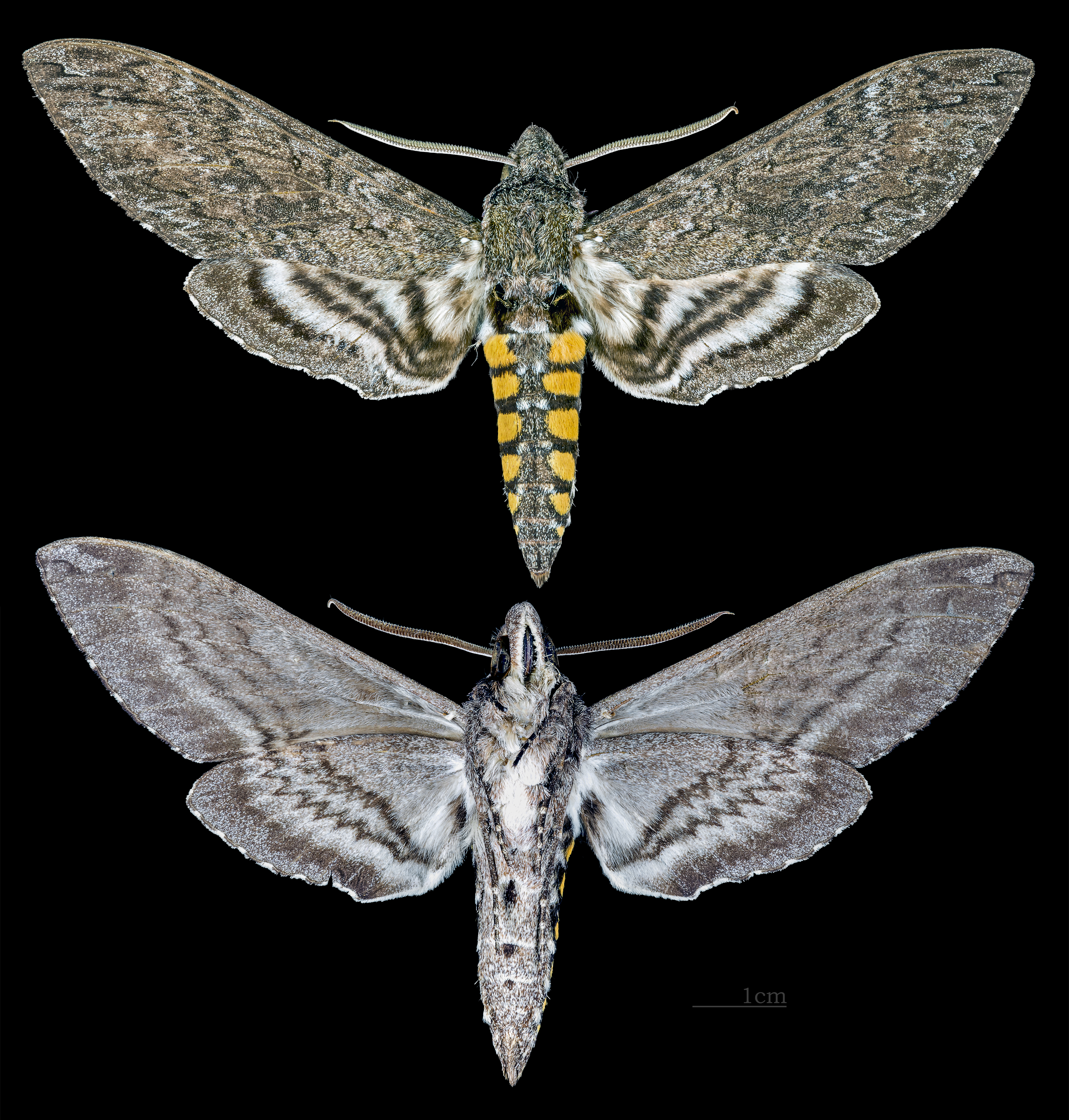
Manduca Sexta, colectada en Caranavi.

Sus paisajes naturales, con abundantes recursos en flora y fauna, son potenciales para el desarrollo del ecoturismo de la región. 